# Static (Dave Kerzner)
Static is het tweede studioalbum van Dave Kerzner. Het album werd grotendeels opgenomen in de SR Studios in Miami, Florida, diverse musici namen ook muziek op in hun eigen geluidsstudio's. De muziek kwam tot stand aan de hand van vooraf gecomponeerde muziek, maar ook als gevolg van sessies in de studio. Kerzner lichtte het album toe als zijn de conceptalbum over de overvloed aan al dan niet betrouwbare informatie en beelden die in het digitale tijdperk over de mensheid wordt uitgestrooid. De platenhoes, een ontwerp van Ed Unitsky, laat dan ook een reclame zien van Fake News Station, andere reclameborden zijn van Faceboot en Instagrime. IO Pages constateerde dat het album bestaat uit een lappendeken van allerlei stijlen binnen de progressieve rock. Een zogenoemd eclectisch album met kenmerken van de muziek van Pink Floyd, Genesis, King Crimson, Electric Light Orchestra, The Beatles en Klaatu.
Het album kreeg in 2022 een vervolg met het album The traveler.

## Musici
De basis bestaat uit 
- Dave Kerzner – zang, toetsinstrumenten
- Fernando Perdomo – gitaar, basgitaar en drumstel
- Randy McStine – gitaar en effecten
- Derek Citron – drumstel
- Durga en Lorelei McBroom – achtergrondzang

## Muziek
Het album bevat de volgende tracks:
- Titel: Prelude
  - tijdsduur: 0:39
  - muziek geschreven door Kerzner
  - musici: Kerzner
- Titel: Hypocrites
  - tijdsduur: 8:29
  - muziek geschreven door Kerzner, Perdomo, McStine, Cintron
  - tekst geschreven door Kerzner
  - musici: Kerzner, Perdomo, McStine, Cintron, Matt Dorsey (achtergrondzang)
- Titel: Static
  - tijdsduur: 5:19
  - muziek geschreven door Kerzner
  - tekst geschreven door Kerzner
  - musici: Kerzner, McStine, Perdomo, Colin Edwin (bas), Nick Mason (drums opgenomen door Alan Parsons), McBrooms en Eva Karolina Lewowska (achtergrondzang)
- Titel: Reckless
  - tijdsduur: 5:39
  - muziek geschreven door Kerzner
  - tekst geschreven door Kerzner
  - musici: Kerzner, perdomo, McStine, Cintron, Matt Dorsey (achtergrondzang)
- Titel: Chain reaction
  - tijdsduur: 4:43
  - muziek geschreven door Kerzner
  - tekst geschreven door Kerzner
  - musici: Kerzner, Perdomo, McStine, Chris Johnson (gitaar), Stuart Fletcher (basgitaar), Alex Cromarty (dumstel), Matt Dorsey (achtergrondzang)
- Titel: Trust
  - tijdsduur: 4:46
  - muziek geschreven door Kerzner
  - tekst geschreven door Kerzner
  - musici: Kerzner, Perdomo, Ruti Celli (cello), Cintron
- Titel: Quiet storm
  - tijdsduur: 2:08
  - muziek geschreven door Kerzner, Perdomo, McStine
  - tekst geschreven door Kerzner
  - musici:Kerzner, McShine, Ruti Celli (cello), Perdomo
- titel: Dirty soap box
  - tijdsduur: 5:43
  - muziek geschreven door Kerzner, Perdomo, McStine
  - tekst geschreven door Kerzner
  - musici: Kerzner, Perdomo, McStine, Steve Hackett (gitaar), Nick D'Virgilio (drumstel)
- Titel: The truth behind
  - tijdsduur: 7:11
  - muziek geschreven door Kerzner
  - tekst geschreven door Kerzner
  - musici: Kerzner, Perdomo, McStine, Cintron, Matt Dorsey (achtergrondzang)
- Titel: Right back to the start
  - tijdsduur:1:50
  - muziek geschreven door Kerzner
  - tekst geschreven door Kerzner
  - musici: Kerzner, Perdomo, Ruti Celli (cello)
- Titel: Statistic
  - tijdsduur: 2:53
  - muziek geschreven door Kerzner, Perdomo, McStine
  - musici: Kerzner
- Titel: Millennium man
  - tijdsduur: 3:31
  - muziek geschreven door Kerzner, Perdomo, McStine
  - tekst geschreven door Kerzner
  - musici: Kerzner, Perdomo, McStine, McBrooms
- Titel: State of innocence
  - tijdsduur: 4:48
  - muziek geschreven door Kerzner
  - tekst geschreven door Kerzner
  - musici: Kerzner, Perdomo, Ruti Celli (cello), McBrooms
- Titel: The carnival of modern life
  - tijdsduur: 16:52
  - muziek geschreven door Kerzner, Perdomo, McStine, Cintron
  - tekst geschreven door Kerzner
  - musici: Kerzner, Perdomo, McStine, Cintron, McBrooms

De McBrooms zongen in Pink Floyd uit het David Gilmourtijdperk, waarvan Nick Mason de drummer was. Steve Hackett is gitarist, die van 1972 tot 1976 deel uit maakte van Genesis, Nick D'Virgilio was en is drummer van Spock's Beard, Chris Johnson en Alex Cromarty zijn afkomstig uit de band van Heather Findlay, waarmee Kerzner ook een album opnam. Het album is opgedragen aan Kevin Gilbert, Keith Emerson, Greg Lake en John Wetton.
Op het album volgde het dubbele livealbum Static live in 2019 waarop het album live te horen is, aangevuld met "grootste successen".  Ook dan zijn Durga McBroom, Perdomo en Dunnery te horen.